# Васо Ћуковић
Василије Васо Ћуковић (Рисан, 9. јун 1858 — Денвер, 20. децембар 1933) био је српски добротвор, који је рођен у Рисну као прво дете трговца Лазара Ћуковић  и Стане Дробњаковић.
На порођају је бабица рекла да му је видела звезду на челу, што је предвиђало да ће бити славан човек. Са девет година, годину дана након смрти мајке, због школовања га је отац послао код тетке (мајчина сестра Ана) и тетка (Симеона Катурића) у Трст. У Трсту је похађао Трговачку школу и био је шегрт у грчкој трговачкој фирми. Научио је основе грчког језика, а похађао је и курсеве немачкох и италијанског језика. Одлази у Америку 1877. са 19 година. У Сан Франциску је постао бизнисмен. Био је веома успешан. Бавио се рударством, а имао је и коцкарницу. Већ око 1900. имао је 40 милиона долара. Био је познат по дарежљивости.
У Југославији је 1922. основао фонд Лазара и Стане Ћуковић, у спомен својих родитеља. Фондација је школовала сиромашну децу. До пред Други светски рат, до када је постојао фонд, из њега је финансирано школовање 99 Ришњана, од којих су неки постали врхунски интелектуалци.  Дао је тадашњих 100.000 долара и од тога новца се школовало 35 ученика у школама и колеџима. Влада Југославије га је три пута одликовала. Умро је у Денверу са 75 година. Иза себе је оставио имовину која је вредила милионе долара. У Рисну је изградио болницу са 350 кревета, за коју је утрошио 350.000 тадашњих долара. Болница је била у рату оштећена, али је после реновирана. Приликом последње посете Рисну, друштву Привредник из Београда  поклања 100.000 динара, а исти износ даје и за изградњу храма Светог Саве у Београду. Родитељи су му сахрањени у манастиру Бања и манастир је више пута помагао (нова звона, поправка конака и споредних просторија и изградња пута до манастира). За цркву Светих Петра и Павле у Рисну је купио звона, на шта је потрошио 100.000 динара. Његовом заслугом у Сан Франциску излази лист Застава и у Чикагу, Уједињено српство. После Другог светског рата суд у Денверу је одобрио да се из фонда Васе Ћуковића исплати 300.000 долара за набавку амбулантних кола и других средстава за рисанску болницу. Средином педесетих још 300.000 долара је исплаћено за рисанску болницу. Од оставштине Васе Ћуковића изграђен је и дом културе срушен у земљотресу 1979. Николa Тесла, Михаило Пупин, Роберт Спир (градоначелник Денвера којем је помогао да дође на власт и тестаментаро у његов спомен дао да се изгради биста у вредности сто тисућа долара) и Петар Перуновић су му били пријатељи. Сахрањен је на гробљу Фејрмонт (Fairmont) у Денверу, као и остали чланови његове фамилије.

## Ордење
Добитник је три ордена. Светог Саве трећег (1925.) и петог (1929.) реда и Југословенске круне трећег реда (1931.)

## Занимљивости
Васо је као основац истукао једног дечака, јер је овај пса бацио у море. Када је дошао кући, видео је да је отац за то већ чуо и плашио се батина. Ипак, отац га је пољубио и похвалио што штити слабије. Дечак који је извршио насиље над животињом био је син фелбебера, аустроугарског команданта места, па је то изазвало и већи конфликт, али је Лазар остао доследан. Због поседовања више коцкарница у Денверу, локални баптистички пастор је власнике коцкарница, па и Ћуковића, назвао друштвеним паразитом, чије коцкарнице односе многе животе. Због свог милосрђа у Денверу су га звали сиротињска мајка и човек доброг срца. Када је у Америку стигао његов блиски православни рођак Урош Ћуковић, уписао је Језуитску гимназију и Богословску академију. Постао је католички свјештеник, каноник и касније бискуп у држави Колорадо.